# 英国高等領事裁判所

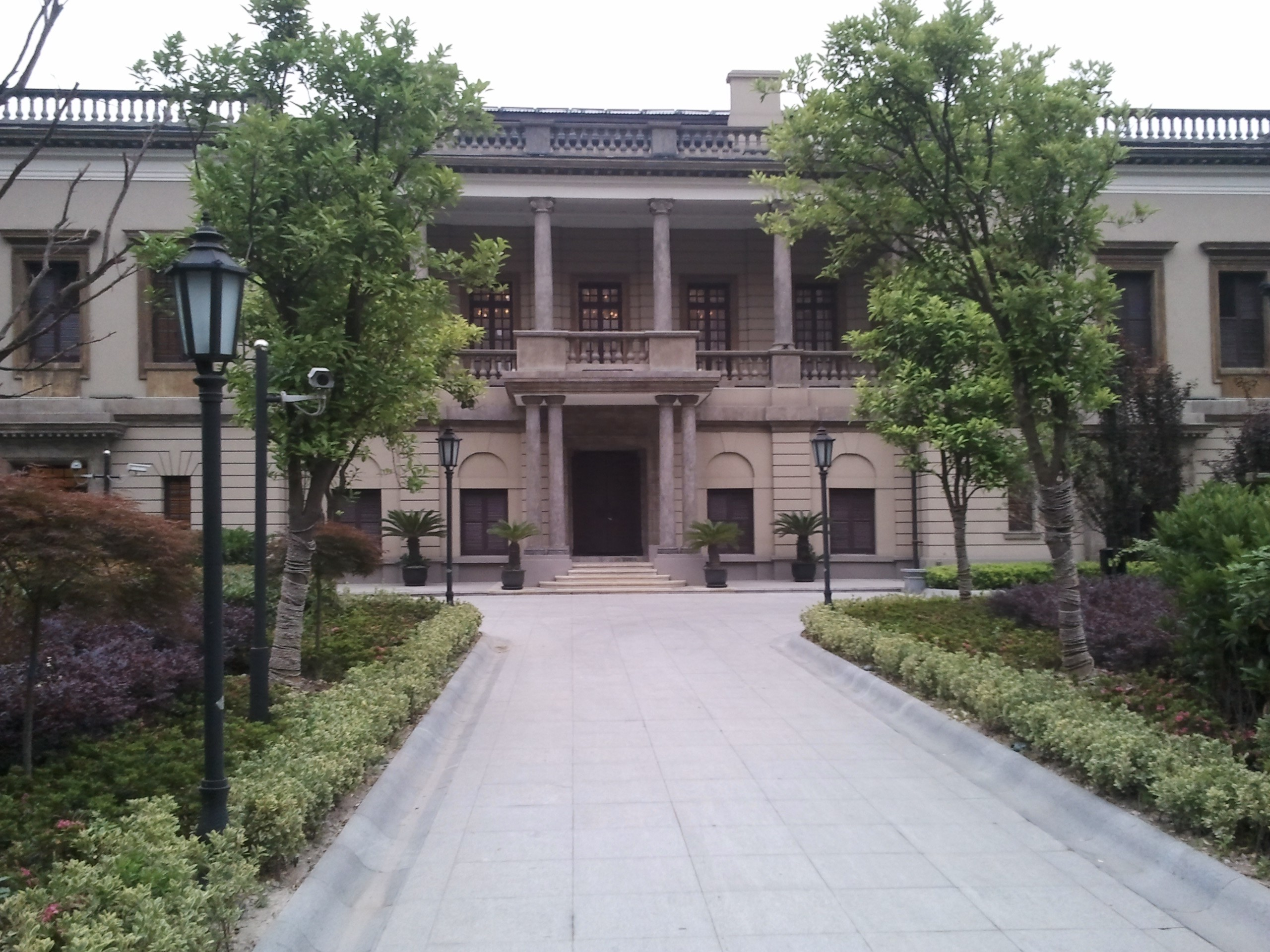
修復された英国高等領事裁判所ビル（上海）

英国高等領事裁判所（The British Supreme Court for China and Japan）は、中国、日本、及び朝鮮で発生した英国民に対する訴訟及び領事裁判の上告を処理するために、1865年に上海共同租界に設立された上級裁判所   。
アヘン戦争に勝利した英国は1842年に清と南京条約を締結し、さらに翌年の虎門寨追加条約で治外法権を獲得した。アロー戦争後の1858年に締結された天津条約で英国の権利はさらに拡大された。

## 建物
法廷は英国駐上海総領事館敷地内にあった。当初は総領事館建物内の領事裁判用の部屋が使われたが、1871年に、円明園路（圆明园路）に面して総領事館建物裏に専用棟が建築された。建物は現存しており、円明園路から見ることができる。

## 裁判の例
殺人、離婚訴訟、商事紛争、商標権、詐称通用、人身保護、こそ泥等、あらゆる裁判が行われた。裁判のいくつかはマッコーリー大学（オーストラリア）のウェブサイトで、オンラインで閲覧できる 。
有名な裁判としては、最終的には枢密院司法委員会まで上訴された1873年のグンパッハ男爵のサー・ロバート・ハート（洋関総税務司）に関する訴訟（Hart v Gumpach）、1939年に天津の殺人の容疑者として日本が引渡しを求めた4人の中国人の代理として、英国領事館員が人身保護要求した事例、1897年に横浜において、イーディス・カルーが夫を毒殺した事件、等がある。

## 判事
1865年から1943年までの78年間に、15人の常勤裁判官が勤務した。常に上席および次席の2人の判事が配属され、1865年から1878年までは、それぞれ判事および判事補と呼ばれ、1878年から1905年までは主席判事および判事、1905年から1943年までは再び判事および判事補と呼称された。裁判官の出身地はイングランド、ウェールズ、スコットランド、アイルランド、バージン諸島、南アフリカ連邦など様々であった。
歴代判事
- エドマンド・ホーンビー（Edmund Grimani Hornby）：1865年–1876年（上席）[5]
- チャールズ・グッドウィン（Charles Wycliffe Goodwin）：1865年-1878年（次席）[6]
- ジョージ・フレンチ　(George French) ：1877年-1881年（上席）[7]
- ロバート・モワット（Robert Anderson Mowat）：1878年-1891（次席）[8]
- リチャード・レニー（Richard Temple Rennie）： 1881年-1891年（上席）[9]
- ニコラス・ハンネン (Nicholas Hannen)： 1891年-1900年（上席）。1891年-1897年上海総領事[10]
- ジョージ・ジェイミーソン（George Jamieson）：1891年-1898年（次席）、1891年-1897年上海領事[11]
- フレデリック・ボーン（Frederick Samuel Augustus Bourne）：1898年-1916年（次席）[12]
- ハイラム・ショウ・ウィルキンソン (Hiram Shaw Wilkinson)：1900年-1905年（上席）[13]
- ハヴィランド・デ・ソースマレス（Havilland de Sausmarez ）：1905年-1921年（上席）[14]
- スキナー・ターナー（Skinner Turner）： 1916年–1921年（次席）、1921年-1927年（上席）[15]
- ピーター・グレイン（Peter Grain）：1921年-1927年（次席）、1927年-1933年（上席）[16]
- ギルバート・キング（Gilbert Walter King）：1927年-1931年（次席）[17]
- ペンリン・グラント　ジョーンズ（Penrhyn Grant Jones）： 1931年-1943年（次席）[18]
- アラン・モソップ（Allan George Mossop）： 1933年-1943年（上席）[19]

## 最高法廷弁護士（Crown Advocates）

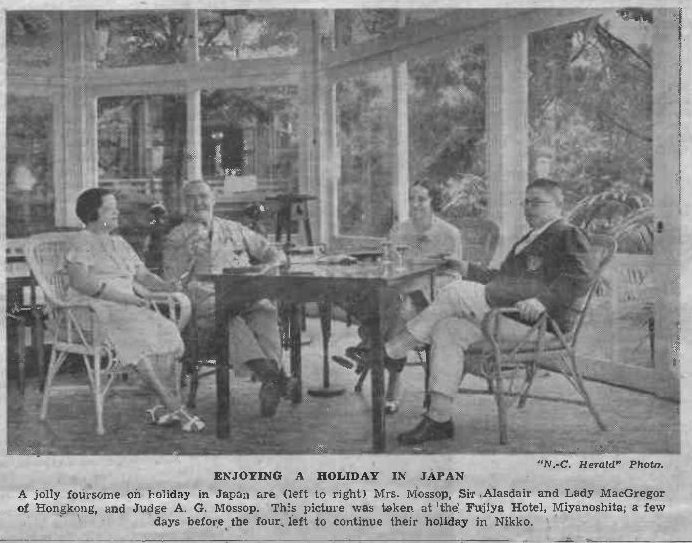
神奈川県の富士屋ホテルを訪れたモソップと香港最高裁判所長官のマクレガー。1935年。

1878年から、最高法廷弁護士（Crown Advocates）が設けられた。これは植民地の法務長官と類似した役職であった。最高法廷弁護士は外務省の常勤職員ではなかったが、最高法廷弁護士としての仕事を行う場合には給与が支払われた。最高法廷弁護士としての役職との利害対立がない場合には、個人的な仕事を行うことも許された。最高法廷弁護士には歴代6名が任命された。
- ニコラス・ハンネン：1878年-1881年
- ハイラム・ショウ・ウィルキンソン：1881年-1897年
- ハイラム・パークス・ウィルキンソン：1897年-1925年
- アラン・モソップ（Allan George Mossop）：1926年-1933年
- ヴィクター・プリーストウッド（Victor Priestwood）：1934年-1939年
- ジョン・マクニール（John McNeill）：1939年-1942年

ハイラム・パークス・ウィルキンソンはハイラム・ショウ・ウィルキンソンの息子であり、親子で44年間最高法廷弁護士を務めたことになる。
アラン・モソップは、第一次上海事変のときは最高法廷弁護士であり、それ以降は英国高等領事裁判所判事となった。1935年には休暇で神奈川県と日光を訪れた。第二次上海事変を経て第二次世界大戦が開戦した後も、1943年に英国が上海の治外法権を放棄するまで、肩書は同裁判所の判事であった。

## 変遷
領事裁判権の獲得・消失に応じて、担当範囲および名称も変化した。
- 1865年 – 1883年：The British Supreme Court for China and Japan
- 1883年 – 1900年：for China, Japan and Corea (名称はThe British Supreme Court for China and Japanのまま）
- 1900年 – 1910年：for China and Corea
- 1910年 – 1943年：for China

朝鮮に関しては27年間、日本に関しては34年間、中国に関しては78年間、これら地域における英国民に対する裁判を担当したこととなる。

### 日本
1858年に締結された日英修好通商条約により、英国は日本においても領事裁判権を獲得した。明治政府による条約改正交渉により、日英通商航海条約が1894年に締結され、締結より5年後の1899年に英国は日本における領事裁判権を失うこととなった。実際には、1900年に上海高等領事裁判所が最後の日本関連の訴訟を処理している。
日本に関連する例としては以下のようなものがあった。

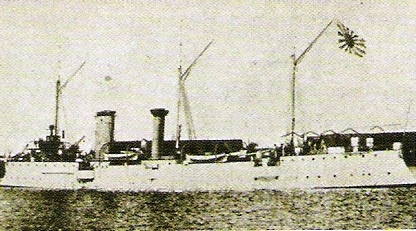
水雷砲艦であった千島

- マイケル・モース事件：1860年、横浜在住の英国人マイケル・モースが、ラザフォード・オールコックの領事裁判によって有罪とされた。モースは判決を不服としてオールコックを上級裁判所に訴え、オールコックは敗訴した。上海英国高等領事裁判所設立前の事件であるため、上告は香港の裁判所に対してなされた[20]。
- ハートレー事件：1872年、阿片を密輸しようとした英国商人ジョン・ハートレーが逮捕されたが、無罪となった。政府は上海英国高等領事裁判所への上訴手続き開始したが、結局上訴はせず外交解決を図った[21]。
- ノルマントン号事件：英国貨物船ノルマントン号が沈没、日本人乗客25人が死亡した。神戸領事館が海難審判を行なったが、船長のジョン・ウイリアム・ドレークは無罪となった。これに対し兵庫県知事名で横浜領事裁判所に対しドレークを殺人罪で告訴した。ドレークは有罪となったが、量刑は禁固3ヶ月であった[22]。
- 千島艦事件：1892年、水雷艇千島が英国のP&O社の商船と衝突・沈没した。一審は横浜領事裁判所が担当し、日本側の実質勝利だったが、両者ともに判決に不服で、上海英国高等領事裁判所に上訴した。二審はP&O側の勝利となり、日本政府は英国本国の枢密院に上告を決めたが、結局は和解によって決着した[23]。
- アーネスト・ベセル事件：英国人アーネスト・ベセルは、大韓帝国で大韓每日申報を発行し、反日的な記事を連日掲載していた。1908年、日本政府は英国の法律を犯しているとしてベセルを上海英国高等領事裁判所に告訴、ベセルは有罪判決を受けた[24]。

#### 横浜領事裁判所
日本における英国の商業活動が盛んになると、第一審を上海の高等領事裁判所が行うのは不便ということなり、1879年には横浜居留地に第一審を行うための横浜領事裁判所が設立された。横浜領事裁判所は、各地の領事館で行われる領事裁判の上級裁判所としても機能した。横浜領事裁判所からの上告は上海高等領事裁判所の主席判事が処理した。歴代で4人の判事が任命されているが、いずれもその前後に上海の高等領事裁判所の判事を務めている。
横浜領事裁判所判事
- リチャード・レニー（Richard Temple Rennie）：1879年-1881年。高等領事裁判所上席判事に転任
- ニコラス・ハンネン： 1881年-1891年。高等領事裁判所上席判事に転任
- ロバート・モワット（Robert Anderson Mowat）：1891年-1897年。高等領事裁判所次席判事から転任
- ハイラム・ショウ・ウィルキンソン：1897年-1900年。高等領事裁判所上席判事に転任

### 朝鮮
1883年には朝英修好通商條約が締結され、朝鮮においても領事裁判が認められた。1910年の韓国併合ニ関スル条約により日本が朝鮮（大韓帝国）を併合すると、英国は自動的に朝鮮における領事裁判権を失った。これ以降、上海高等領事裁判所は中国における訴訟のみを担当することとなった。

### 中国
1920年代になると、国権回復運動が高まり、中国における治外法権の撤廃に関する交渉が開始された。しかし、中国国内の政情が不安定であったこともあり、合意には至らなかった。中国国民党が中国の単一政権となった後の1930年、英国は中国の王正廷外交部長（外務大臣）と治外法権撤廃に関して合意した。しかし1931年の満州事変の勃発、さらに1937年に日中戦争の開始が、この問題を棚上げにしてしまった。
1941年12月8日、太平洋戦争の勃発と同時に、大日本帝国海軍が上海を占領し、上海高等領事裁判所の機能は実質的に停止した。判事および職員は自宅またはキャセイ・ホテルに9ヶ月間拘束された後、英国の客船ナクンダ号で英国へ戻された。
1943年1月、大東亜共栄圏を掲げる日本が汪兆銘政権（南京政府）とのあいだに租界還付・治外法権撤廃協定を結んだ。その直後、アメリカ合衆国からの圧力もあり、英国も蔣介石政権（重慶政府）に対して治外法権を放棄した。これにより正式に上海高等領事裁判所の役割は終わった。